# قطعنامه ۸۸۲ شورای امنیت
قطعنامه ۸۸۲ شورای امنیت سازمان ملل متحد که در تاریخ ۰۵ نوامبر ۱۹۹۳ تصویب شد، سندی بین‌المللی دربارهٔ وضعیت در موزامبیک است. این قطعنامه طی نشست ۳۳۰۵ام با ۱۵ رای موافق، ۰ مخالف و ۰ ممتنع تصویب شد.